# Johann Ulrich Schwindrazheim
Johann Ulrich Schwindrazheim (* 10. November 1737 in Neuenbürg; † 18. August 1813 in Gomaringen) war ein deutscher Geistlicher und Dichter.

## Leben
Schwindrazheim war Sohn des Lehrers und Geistlichen Johann Ulrich Schwindrazheim (* 23. Dezember 1714 in Tübingen; † 20. Februar 1766 in Dobel). Er erhielt seine erste Ausbildung bei seinem Vater. Anschließend absolvierte er die württembergische Klosterschulen, bevor er am 24. Oktober 1753 an der Universität Tübingen immatrikuliert wurde. Den Grad eines Bakkalaureus erhielt er am 25. November 1755. Im selben Jahr wurde er als Stipendiat am Tübinger Stift aufgenommen. Mit der Dissertation Specimen psychologicum de differentiis perceptionum in vigilia, somnio et somno erhielt er am 18. Oktober 1757 den Magistertitel. Noch bis 1760 blieb er an der Universität, bevor er 1761 Vikar in Gerstetten wurde. Danach wirkte er als Hofmeister bei einem Obervogt von Bouwinghausen.
Schwindrazheim erhielt 1767 die Pfarrei von Tumlingen, allerdings wollte er dort nicht bleiben. Er bat mit dem Gedicht Tristia Thumlingensia um eine Versetzung. Herzog Carl Eugen von Württemberg berief ihn aufgrund des Gedichtes 1768 zum Leiter der Lateinschule Ludwigsburg. Dort war er Lehrer von Friedrich Schiller. Schiller rezensierte später die Kasualgedichte eines Wirtembergers positiv.
Schwindrazheim erhielt 1775 die Pfarrstelle in Gomaringen und wohnte im Schloss Gomaringen. Diese hatte er bis zu seinem Tod inne. In seiner Zeit in Gomaringen unterhielt er Beziehungen an die Tübinger Universität und nach Reutlingen und war weiter als Dichter tätig.

## Werke (Auswahl)
- Specimen psychologicum de differentiis perceptionum in vigilia, somnio et somno, Erhard, Tübingen 1757.
- Exercitatio theologica de somniis divinis, Erhard, Tübingen 1760.
- Kasualgedichte eines Wirtembergers, Metzler, Stuttgart 1782 (Volltext).